# Gabriel (prefecte romà d'Orient)
Gabriel (en llatí Gabrielius, en grec Γαβριήλιος) fou prefecte de la ciutat a l'Imperi Romà d'Orient sota l'emperador Justinià I.
L'Antologia grega esmenta la inscripció de la seva estàtua feta per Lleonci Escolàstic i un epigrama del mateix Gabriel. Joan Laurenci li va dedicar tres dels seus llibres.